# یوگنی میتکوف
اوگنی میتکوف (روسی: Евгений Викторович Митьков) بازیکن بازنشسته والیبال اهل روسیه است. او به همراه تیم ملی روسیه در المپیک تابستانی ۲۰۰۰ حضور داشت.